# Онамі (1942)
«Онамі» (Onami, яп. 大波) — ескадрений міноносець Імперського флоту Японії типу «Югумо», який взяв участь у Другій світовій війні.

## Історія створення
Корабель був закладений 15 листопада 1941 року на верфі «Фуджінагата» в Осаці. Спущений на воду 13 серпня 1942 року, вступив у стрій 29 грудня того ж року.

## Історія служби
20 січня 1943-го «Онамі» включили до складу 31-ї дивізії ескадрених міноносців, яка незадовго до того в бою біля Тассафаронга втратила свій третій корабель. 20—25 січня есмінець пройшов до атола Трук (головна японська база у Океанії), супроводжуючи при цьому важкий крейсер «Атаго».
З 31 січня по 9 лютого 1943-го «Онамі» входив до складу сил, що патрулювали північніше від Соломонових островів у межах операції з евакуації японських військ з Гуадалканалу (безпосередньо вивозили гарнізон острова два десятки есмінців).
15—20 лютого 1943-го разом зі ще двома есмінцями «Онамі» охороняв загін надводних кораблів (2 лінкори, важкий крейсер та гідроавіаносець), які прямували з Труку до Йокосуки для ремонту. Після цього 28 лютого — 5 березня «Онамі» та есмінець «Хагікадзе» супроводили з Йокосуки на Трук ескортний авіаносець «Чуйо».
12—17 березня 1943-го «Онамі» та есмінець «Кійонамі» охороняли переобладнані легкі крейсери «Бангкок-Мару» та «Сайгон-Мару», які доправили підкріплення з Труку на атол Тарава (острови Гілберта). 20—27 березня «Онамі» провів ці самі судна на Маріанські острови до Сайпану («Кійонамі» пройшов лише до Труку), а 29 числа прибув на Трук.
14 квітня 1943-го «Онамі» вийшов з Труку для супроводу конвою до Рабаула (головна передова база японців у архіпелазі Бісмарка, з якої провадились операції на Соломонових островах та сході Нової Гвінеї), а 23—27 квітня ескортував конвой у зворотному напрямку. 3—7 травня «Онамі» провів ще один конвой за маршрутом Трук — Рабаул, а 13 травня повернувся з іншим транспортним загоном на Трук. 17 травня «Онамі» виходив з Труку для супроводу на початковій ділянці маршруту танкера «Ніппон-Мару», що вирушив до Японії.
13—26 червня 1943-го «Онамі» знову відвідав Східну Мікронезію, супроводивши конвої з Труку до Кваджелейну (Маршаллові острови) та назад.
З 28 червня по 28 липня есмінець здійснив круговий рейс із конвоями між Труком і Куре, а 4—9 серпня супроводив ескортний авіаносець «Тайо» з Труку до Йокосуки, після чого пройшов ремонт у Майдзуру (обернене до Японського моря узбережжя Хонсю).
18 вересня 1943-го «Онамі» полишив японський порт Уджина (північно-східне завершення Кюсю), супроводжуючи до Мікронезії транспорт «Авата-Мару». 26 вересня цей загін досягнув острова Понапе (східні Каролінські острови), а 1 грудня прибув на Трук.
На початку жовтня 1943-го американське авіаносне з'єднання завдало удару по острову Вейк (північніше від Маршаллових островів) без жодної істотної реакції зі сторони ворожого флоту. Зате за кілька тижнів японці на основі радіоперехоплення вирішили, що готується нова атака на Вейк, і 17 жовтня вислали з Труку до Еніветоку головні сили (3 авіаносці, 6 лінкорів, 8 важких крейсерів та інші кораблі), разом з якими прямував і «Онамі». Цей флот кілька діб безрезультатно очікував ворога, після чого 26 жовтня повернувся на Трук.
31 жовтня — 1 листопада 1943-го «Онамі» разом зі ще одним есмінцем здійснив рейс для доставки персоналу авіаційних підрозділів з Труку до Кавієнгу (друга за значенням японська база в архіпелазі Бісмарка, розташована на північному завершенні острова Нова Ірландія), після чого пройшов до Рабаула. На той час союзники вже висадились на Бугенвілі і 6 листопада 1943-го «Онамі» разом зі ще 6 есмінцями та 2 легкими крейсерами прикривали 4 есмінці транспортної групи, яка доправила японських бійців на цей острів до району плацдарму союзників (хоча на Бугенвілі перебував великий японський гарнізон, проте в умовах джунглів оперативно перекинути ці сили до місця ворожої висадки було нелегко). Втім, уже за добу цей незначний загін (близько п'яти сотень осіб) був атакований силами союзників і з важкими втратами відкинутий у джунглі.
21 листопада 1943-го «Онамі» разом зі ще 4 есмінцями виходив з транспортно-евакуаційною місією до Буки (порт на однойменному острові біля північного завершення Бугенвіля), причому «Онамі» виконував функцію прикриття.

### Загибель
24 листопада 1943-го «Онамі» з 4 іншими есмінцями знову попрямував до Буки. Втім, на цього разу японський загін перехопили американські есмінці та в бою біля мису Сент-Джордж завдали йому важкої поразки. Одна з випущених ворожими кораблями («Чарльз Озборн», «Клакстон» та «Дайсон») торпед уразила «Онамі», після чого він вибухнув та затонув разом з усім екіпажем.